# Phytoecia sylvatica
Phytoecia sylvatica là một loài bọ cánh cứng trong họ Cerambycidae.